# 興蒼
宗室興蒼（1807年5月14日—1849年5月19日），愛新覺羅氏，號佑之，屬滿洲正藍旗。清朝宗室、官员。

## 生平
興蒼為清太祖努爾哈赤第三子、鎮國勤敏公阿拜之後，屬奕字輩。道光十七年（1837年）丁酉科舉人，道光二十七年（1847年）考中丁未科三甲進士，官宗人府主事。